# Malta op het Eurovisiesongfestival 2008
Malta nam deel aan het Eurovisiesongfestival 2008 in Belgrado (Servië). Het was de eenentwintigste deelname van het land op het Eurovisiesongfestival. Public Broadcasting Services (PBS) was verantwoordelijk voor de Maltese bijdrage voor de editie van 2008.

## Selectieprocedure
Er werd gekozen om een nationale finale te organiseren.
Eerst was er een halve finale die plaatsvond op 24 januari 2008.
Daaraan namen 16 artiesten deel , waarvan 8 doorgingen naar de finale.
De finalisten werden gekozen door televoting.
De finale vond 2 dagen later plaats op 26 januari 2008.
In totaal deden er 8 artiesten mee aan deze finale en de winnaar werd gekozen door televoting en een jury.

| Volgorde | Artiest           | Lied                   | Jury | Televoting | Totaal | Plaats |
| -------- | ----------------- | ---------------------- | ---- | ---------- | ------ | ------ |
| 1        | Eleonor Cassar    | "Give Me A Chance"     | 49   | 3,821      | 50     | 4      |
| 2        | Claudia Faniello  | "Caravaggio"           | 49   | 12,714     | 68     | 2      |
| 3        | Petra Zammit      | "Street Car of Desire" | 39   | 3421       | 28     | 6      |
| 4        | Morena            | "Casanova"             | 40   | 3,607      | 38     | 5      |
| 5        | Klinsmann Coleiro | "Go"                   | 43   | 3,299      | 24     | 7      |
| 6        | Claudia Faniello  | "Sunrise"              | 71   | 4,518      | 64     | 3      |
| 7        | Rosman Pace       | "Love Is Just The Way" | 36   | 3,253      | 10     | 8      |
| 8        | Morena            | "Vodka"                | 49   | 16,979     | 78     | 1      |

## In Belgrado
In de halve finale moest Morena aantreden als 16de net na Hongarije en voor Cyprus. Op het einde van de avond bleek men op een 14de plaats te zijn geëindigd met 38 punten, wat niet voldoende was om de finale te bereiken.
Nederland en België namen deel aan de andere halve finale.

### Gekregen punten

#### Halve Finale
| 12 punten | 10 punten                                   | 8 punten              | 7 punten              | 6 punten   |
| --------- | ------------------------------------------- | --------------------- | --------------------- | ---------- |
|           |                                             | - Albanië             |                       | - Tsjechië |
| 5 punten  | 4 punten                                    | 3 punten              | 2 punten              | 1 punt     |
|           | - Denemarken - Kroatië - Letland - Portugal | - Bulgarije - IJsland | - Verenigd Koninkrijk |            |

### Punten gegeven door Malta

#### Halve Finale
Punten gegeven in de finale:
| 12 punten | Zwitserland |
| 10 punten | Georgië     |
| 8 punten  | Oekraïne    |
| 7 punten  | Zweden      |
| 6 punten  | Letland     |
| 5 punten  | IJsland     |
| 4 punten  | Denemarken  |
| 3 punten  | Portugal    |
| 2 punten  | Bulgarije   |
| 1 punt    | Tsjechië    |

#### Finale
Punten gegeven in de finale:
| 12 punten | Zweden      |
| 10 punten | Oekraïne    |
| 8 punten  | Rusland     |
| 7 punten  | Letland     |
| 6 punten  | IJsland     |
| 5 punten  | Georgië     |
| 4 punten  | Denemarken  |
| 3 punten  | Noorwegen   |
| 2 punten  | Griekenland |
| 1 punt    | Servië      |